# زلزال تركيا 2011
زلزال تركيا عام 2011 أو زلزال كوتاهية، هو زلزال بقوة 5.9 درجات على مقياس ريختر ضرب محافظة كوتاهية غرب تركيا في وقت متأخر من ليل 19 مايو 2011، فقتل من 2 إلى 3 أشخاص، وأصيب حوالي 79 آخر بجروح.
ورصد مركز الزلزال في بلدة «سيماو» في محافظة كوتاهية، وكان سكان المحافظات والقرى المجاورة لمركز الزلزال قد شعروا به. ومركزه على بعد 77 كيلومتراً من كوتاهية. وشهدت مدينة كوتاهية سلسلة من الهزات الارتدادية، قوة إحداها بلغت 4.6 درجات. وعليه فإن 286 فريق إنقاذ وتفتيش أرسلوا من إسطنبول وأزمير وبورصة وأوزاك وغيرها إلى بلدة سيماو. وجرى نقل 71 سيارة، بينها 50 سيارة إسعاف و5 كلاب مدربة إلى المنطقة. وأعلن الهلال الأحمر التركي إرسال فرق إلى سيماو.